# Leif Asp (maskiningenjör)
Ej att förväxlas med musikern Leif Asp
Leif Erik Asp, född  9 mars 1966 i Storfors, är en svensk maskiningenjör och materialforskare. Han är professor i kompositmekanik   vid Chalmers tekniska högskola, Sverige, och leder forskning inom lätta kompositmaterial och strukturer, med stort fokus på strukturella batterier, sedan 2015 . 

## Utbildning
Under sin gymnasietid studerade Leif Asp teknisk linje med inriktning kemi vid Älvkullegymnasiet i Karlstad. Därefter avlade han en civilingenjörsexamen i maskinteknik år 1991 vid Luleå tekniska högskola, följd av en doktorsexamen i polymerteknik 1995. Huvudhandledare för doktorsavhandlingen var professor Lars Berglund. Hans doktorsavhandling med titeln "Transverse failure initiation in polymer composites" rörde modellering av initiering av transversella sprickor i kompositmaterial. 

## Karriär
Leif Asp har en lång karriär vid svenska forskningsinstitut innan han rekryterades till Chalmers tekniska högskola i augusti 1995. Han arbetade vid Hållfasthetsenheten vid Flygtekniska försöksanstalten under åren 1995 – 2000. Därefter startade han SICOMPs (Svenska institutet för kompositer) kontor i Mölndal. Asp var forskningschef vid Swerea SICOMP under åren 2011 – 2015. Han utsågs till docent 2001, adjungerad professor vid Luleå tekniska universitet 2004, och professor i kompositmekanik vid Chalmers 2015. Sedan april 2024 sitter Asp som lärarrepresentant i Chalmers tekniska högskolas styrelse.
Asp är redaktör för tidskriften Composites Science and Technology. Under perioden 2018 – 2024 var Asp vice styrkeområdesledare för Chalmers styrkeområde materialvetenskap. Han har även varit ordförande för den Internationella kommitteen för kompositer (ICCM) och den europeiska föreningen för kompositer.

## Forskning
Asp fokuserar sin forskning på effektiva och tillförlitliga skadetålighetsmodeller för kolfiberkompositer i fordon och flygplanstrukturer. Forskningen baseras på mer än trettio års erfarenhet av skadetålighetsanalyser och konstruktions- och certifieringsmetoder för flygplanstrukturer gjorda av kompositmaterial. Nödvändiga experimentella prov för certifiering av flygplanstrukturer är dyra. Forskningen på lätta kompositmaterial och strukturer bedrivs med målsättningen att utveckla teoretiska metoder för virtuell provning som kan ersätta den dyra fysiska provningen. Forskningen omfattar olika kolfiberkompositmaterial, från traditionella enkelriktade kompositer till textilbaserade och diskontinuerliga tunnskiktkompositer.
Sedan 2007 leder Asp forskning inriktad på multifunktionella kompositer. Forskargruppen fokuserar sin verksamhet på strukturella batterier, ett material som samtidigt kan bära mekanisk last och lagra elektrisk energi. Forskningen omfattar materialutveckling, modellering och karaktärisering. Speciellt modelleras och karaktäriseras de kopplade elektrokemiska/mekaniska processerna i strukturbatteriet på såväl individuella fibrer som på cellnivå och multicelllaminat. År 2023 var Asp med och grundade deep-tech bolaget Sinonus AB för kommersialisering av de multifunktionella kompositerna.

## Priser och utmärkelser
- 1992 – Bronsmedalj i nordiska studentmästerskapen i basket, Reykjavik, Island.
- 2014 – Invald som ledamot i Kungliga Ingenjörsvetenskapsakademin, Avdelning V material och bergteknik.
- 2017 – Airframe innovation patent day winner 2016. Winners Peter Linde, Leif Asp och Dan Zenkert. For the idea: Data transmission by carbon fibres. Airbus, Toulouse.
- 2018 – Physics World breakthrough of the year 2018, top ten shortlist. https://physicsworld.com/a/discovery-of-magic-angle-graphene-that-behaves-like-a-high-temperature-superconductor-is-physics-world-2018-breakthrough-of-the-year/.
- 2018 – GE Reports, The 5 coolest things on Earth this week. October 21, 2018. By Sam Worley. “Electric cars that are just one big battery”. https://www.ge.com/reports/5-coolest-things-earth-week-77/. General Electric Reports 2018.
- 2020 – IVAs 100-lista: Från kunskap till hållbar konkurrenskraft. Strukturella batterier (kategori resurs- och energieffektivitet). https://www.iva.se/projekt/research2business/ivas-100-lista-2020/
- 2022 – Composite Award 2022, by IOM3, UK. For the paper: Characterisation of tape-based carbon fibre thermoplastic discontinuous composites for energy absorption, by Sachin Francis, Thomas Bru, Leif E Asp, Maciej Wysocki & Christopher Cameron. https://www.iom3.org/events-awards/awards/awards-archive/award-winners-2022.html
- 2023 – National finalist (one of three) Frontiers Planet Prize, 1st Edition 2022-2023.
- 2023 – Sinonus AB Winner 2023, The most disruptive deep tech company. Chalmers Venture Day, Gothenburg, November 8th, 2023.